# La Bouëxière
La Bouëxière es una localidad y comuna francesa en la región administrativa de Bretaña, en el departamento de Ille y Vilaine y distrito de Rennes.

## Historia
Situado cerca de una calzada romana, el pueblo se desarrolló a partir del municipio de Chevré.

## Demografía
| 1 660 | 1 725 | 1 645 | 1 870 | 2 301 | 2 106 | 2 412 | 2 550 | 2 362 | 2 430 | 2 578 | 2 528 | 2 560 | 2 536 | 2 511 | 2 488 | 2 439 | 2 388 | 2 295 | 2 250 | 1 875 | 1 874 | 1 941 | 2 095 | 2 156 | 2 052 | 1 870 | 1 965 | 2 142 | 2 667 | 3 027 | 3 503 | 3 845 |
| Para los censos de 1962 a 1999 la población legal corresponde a la población sin duplicidades (Fuente: INSEE [Consultar]) |       |       |       |       |       |       |       |       |       |       |       |       |       |       |       |       |       |       |       |       |       |       |       |       |       |       |       |       |       |       |       |       |

## Monumentos
- Puente románico de 7 arcos y es del siglo XIII.
- Estanque de Chevré, lugar importante de pesca.
- Ruinas de un torreón y mota feudal en Chevré.

## Personalidades ligadas al municipio
- Charles Tillon diputado comunista francés, pasó sus últimos días en la localidad.
- Los hermanos Delamontagne, Patrick y Laurent, futbolistas profesionales, originarios del municipio.